# 82-mm-Mörser 2B14 Podnos
Der 2B14 Podnos ist ein Vorderlader-Mörser mit Kaliber 82 mm aus der Sowjetunion.

## Entwicklung
Der 2B14 wurde Anfang der 1980er-Jahre als Ersatz für den 82-mm-Granatwerfer BM-37 (82-BM-37) entwickelt. Die Entwicklung erfolgte im Konstruktionsbüro der Maschinenbaufabrik Gorki (heute Maschinenbauwerk Nischni Nowgorod). Die Truppenerprobung erfolgte durch Einheiten der 40. Armee im Krieg der Sowjetunion in Afghanistan. Nach der Truppenerprobung wurde der 2B14 im Jahr 1984 bei den Sowjetarmee in Dienst gestellt. Im Jahr 1992 betrug der Preis für einen 2B14-Mörser rund 15.000 US-Dollar.

## Technik

### Mörser
Der 2B14-Mörser entspricht der Stokes-Brandt-Bauweise von leichten Vorderlader-Infanteriemörsern der Neuzeit. Im Wesentlichen besteht der 2B14-Mörser aus vier Teilen.
- Die Bodenplatte ist eine kreisförmige gestanzte Schweißkonstruktion aus einer Leichtmetalllegierung. Die Bodenplatte nimmt beim Schießen die Rückstoßkräfte des Rohres auf und leitet diese ins Erdreich. Auf der Unterseite der Bodenplatte sind drei Rippen angebracht, die das Verrutschen des Mörsers beim Abfeuern mindern. Auf der Oberseite ist eine Kugelpfanne für das Rohr montiert. Die Bodenplatte hat ein Gewicht von 10,5 kg.[3]
- Das Rohr ohne Züge hat eine Länge von 1,32 m (1,22 m ohne Bodenstück). Am Rohrboden befindet sich das Bodenstück mit dem feststehenden Schlagbolzen. Weiter ist außen am Bodenstück ein Kugelzapfen montiert, welcher in die Kugelpfanne der Bodenplatte eingesetzt wird. Dadurch ist das Rohr drehbar in der Bodenplatte gelagert. Das Rohr hat ein Gewicht von 15,7 kg.[4]
- Die Zweibein-Lafette wird mit einer Rohrschelle mit Stoßdämpfer an das Rohr montiert. An der K-förmigen Lafette sind die Richtmittel angebracht. Mit der Seitenrichtvorrichtung kann die Ausrichtung des Rohres je Seite um 4° verändert werden. Zum Höhenrichten ist in der Mitte am Zweibein ein Gewinde angebracht. Durch Kurbeln wird das Rohr entsprechend in der Höhe gerichtet. Die Zweibein-Lafette wiegt 15,7 kg.[5]
- Die Visiereinrichtung wird auf die Zweibein-Lafette aufgesetzt. Sie besteht aus dem K-1-Kollimator sowie dem Reflexvisier MPM-44M (M4), welche sowohl indirektes als auch direktes Richten erlauben.[2]

Für den Transport des 2B14-Mörsers verwenden die Streitkräfte Russlands das Geländefahrzeug 2I27 auf der Basis eines UAZ-469. Im Fahrzeug wird der Mörsertrupp und auf einem Anhänger der Mörser sowie die Munition transportiert. Daneben kann der Mörser auch in vier Einzelteile zerlegt werden und von dem vierköpfigen Mörsertrupp getragen werden. Der Trupp besteht aus einem Truppführer, einem Richtschützen sowie zwei Ladeschützen. Um den Mörser feuerbereit zu machen, wird rund eine Minute benötigt. Kurzzeitig ist eine Schussfolge von 22 Schuss pro Minute möglich. Danach muss die Schussfolge, infolge der thermischen Beanspruchung des Mörserrohres reduziert werden. In Abhängigkeit von der Ballistik beträgt die durchschnittliche Streuung auf die maximale Schussdistanz rund 32 m in der Distanz und rund 15 m im Azimut.

### Munition
82-mm-Mörsergranaten entsprechen der Brandt-Bauweise mit der typischen Tropfenform. Die Granaten werden für den Abschuss in das Mörserrohr fallen gelassen, wo sie am Bodenstück auf den Schlagbolzen auftreffen. Die Granaten werden mit einer Mündungsgeschwindigkeit von 211 bis 320 m/s verschossen. Neben den unten aufgeführten Granaten kann der 2B14 auch die ältere 82-mm-Munition der Vorgängermodelle sowie die des 82-mm-Mörser 2B9 Wassiljok verschießen. Für den 2B14 sind auf dem internationalen Markt eine Vielzahl Geschosse erhältlich. Ebenso stehen für den 2B14 Exerzier- und Übungsgranaten zur Verfügung.
Die Streitkräfte Russlands verwenden mit dem 2B14-Mörser die folgenden Granaten:
- Splittergranaten O-832 (53-S-832), O-832SM (53-S-832SM) und O-832DU (53-S-832DU). Diese wiegen 3,22 bis 3,60 kg bei einem Sprengstoffanteil von rund 440 g TNT. Der Splitterwirkungskreis beträgt rund 15 m. Die maximale Schussdistanz beträgt 3,0 bis 3,92 km.
- Splittergranaten 3-O-12 (3BO12) und 3-O-18 (3BO18) mit einem Gewicht von 3,22 bis 3,27 kg. Die maximale Schussdistanz beträgt rund 4,2 km.
- Splittergranate 3-O-26 (3BO26/36) mit einem Gewicht von 4,5 kg und Weitschussladung. Die maximale Schussdistanz beträgt rund 6 km.
- Rauch/-Brandgranaten D-832DU und D-832A mit einer Füllung aus Weißem Phosphor. Die maximale Schussdistanz beträgt 3,92 km.
- Leuchtgranate S-832S. Die maximale Schussdistanz beträgt rund 2,7 km.
- Agitationsgranate A-832A mit Flugblättern. Die maximale Schussdistanz beträgt 3,2 km.

## Versionen

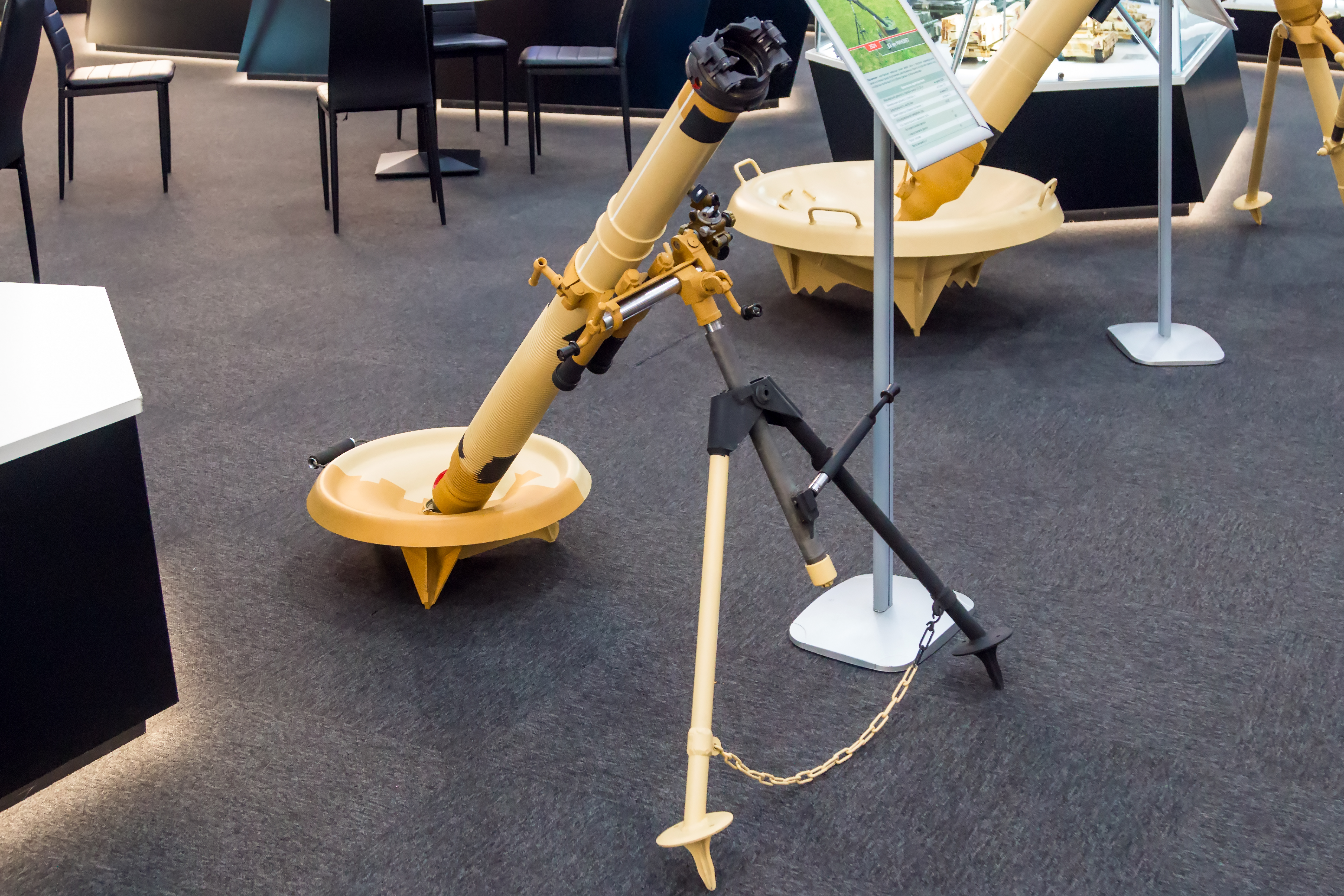
Mörser 2B24

- 2B14: Erste Serienversion aus dem Jahr 1984.
- 2B14-1: Version aus den 1990er-Jahren mit abgeänderter Bodenplatte und verringertem Gewicht.
- 2B24: Verbesserte Ausführung mit abgeänderter Bodenplatte sowie Sicherung gegen das Doppelladen. Wird u. a. in den Panzermörsern 2K21-2 und 2K32 verwendet.
- KBA48M: Ausführung aus der Ukraine aus dem Jahr 1997. Das ukrainische „Konstruktionsbüro für Artilleriebewaffnung“ verringerte das Gewicht des Mörsers auf 35 kg durch Verwendung von Bauteilen aus Inconel und Titan.[11][12]
- KBA48M1: Ausführung aus der Ukraine die mit einem Motorradgespann von Dnepr transportiert wird. Im Jahr 2015 vorgestellt.[13][14][15]
- M82: Lizenzbau aus Bulgarien.[2]

## Gefechtsgliederung
Beim Russischen Heer wird der 2B14-Mörser zur Feuerunterstützung auf Stufe Bataillon eingesetzt. In der Regel sind jedem motorisierten Schützenbataillon eine Mörserkompanie mit zwei Zügen mit jeweils drei 2B14-Mörsern zugeteilt. Bei den Russischen Luftlandetruppen verfügt jede Fallschirmkompanie über einen Mörserzug mit drei 2B14-Mörsern. Zusätzlich wird der 2B14-Mörser auch in den Mörserkompanien der Fallschirmbataillone verwendet. Vereinzelt findet der 2B14-Mörser auch bei der Russische Marineinfanterie Verwendung.

## Nutzerstaaten
- Afghanistan
- Georgien
- Iran
- Malaysia
- Russland
- Syrien
- Ukraine

Quellen: